# Ernesto Vaser
Ernesto Vaser (Torino, 31 marzo 1876 – Torino, 23 novembre 1934) è stato un attore e regista italiano del cinema muto.

## Biografia
Nacque in una famiglia di attori del teatro dialettale piemontese, suo padre Pietro (1822-1898) lavorò nella famosa compagnia teatrale di Giovanni Toselli. Intraprese lo stesso mestiere del padre insieme al fratello Ercole di attore teatrale in dialetto piemontese, ed anche come cantante nei caffè-concerto di tutto il Piemonte.
Divenuto molto popolare, fu uno dei primi attori teatrali ad avvicinarsi al cinema, e nel 1905 iniziò a girare le prime comiche, sotto la direzione di Arturo Ambrosio. In un cinema italiano come quello di allora, cioè agli inizi, e con attori protagonisti stranieri, Vaser fu quasi certamente il primo attore comico italiano della storia del cinema nazionale.
Da Ambrosio fu poi ingaggiato per lavorare nella casa cinematografica da lui fondata, la Ambrosio Film, prestando la sua interpretazione ad alcune importanti pellicole, di altri generi, come Gli ultimi giorni di Pompei. Della società torinese, Vaser divenne comunque uno dei suoi attori comici principali, il secondo dopo lo spagnolo Marcel Fabre (Robinet), e tra il 1910 e il 1916 interpretò il ruolo del comico personaggio Fricot in diversi cortometraggi, anche da protagonista.
Parallelamente, lavorò anche per la Itala Film, girando un certo numero di cortometraggi da regista e interprete, alcuni dei quali nei panni di un altro personaggio comico di nome Fringuelli, e in altre occasioni per la Piemonte Film.
La sua carriera ebbe fine verso l'inizio degli anni venti.

## Filmografia parziale

### Attore
- Il cappello nella minestra, regia di Arturo Ambrosio (1905)
- Il dolce che scappa, regia di Arturo Ambrosio (1906)
- Cornuto (Cucù suo malgrado), regia di Giovanni Vitrotti (1906)
- Avventura di un ubriaco, regia di Roberto Omegna (1906)
- L'amico della vedova, regia di Giovanni Vitrotti (1907)
- Il telefono nel Medioevo, regia di Ernesto Maria Pasquali (1907)
- Gli ultimi giorni di Pompei, regia di Arturo Ambrosio e Luigi Maggi (1908)
- Amore e patria, regia di Luigi Maggi (1909)
- Nerone, regia di Luigi Maggi (1909)
- L'ostaggio, regia di Luigi Maggi (1909)
- Il diavolo zoppo, regia di Luigi Maggi (1909)
- Buon anno!, regia di Arrigo Frusta (1909)
- Perché Fricot fu messo in collegio, regia di Marcel Fabre (1910)
- Fricot va in collegio, regia di Marcel Fabre (1910)
- Fricot impara un mestiere, regia di Marcel Fabre (1910)
- Fricot diventa libertino, regia di Marcel Fabre (1910)
- Il parapioggia di Fricot, regia di Marcel Fabre (1910)
- Il segreto del gobbo, regia di Luigi Maggi (1910)
- Fricot impiegato municipale, regia di Marcel Fabre (1910)
- Il granatiere Roland, regia di Luigi Maggi (1911)
- Sisto V , regia di Luigi Maggi (1911)
- Robinet ammiratore di Napoleone, regia di Marcel Fabre (1911)
- Hircan il crudele, regia di Luigi Maggi (1911)
- Nozze d'oro, regia di Arturo Ambrosio e Luigi Maggi (1911)
- Robinet tra i fuochi, regia di Marcel Fabre (1911)
- L'attrice burlona, regia di Mario Morais (1912)
- Robinet padre e figlio, regia di Marcel Fabre (1912)
- La mala pianta, regia di Mario Caserini (1912)
- Santarellina, regia di Mario Caserini (1912)
- La corda dell'arco, regia di Mario Caserini (1912)
- Robinet studia matematica, regia di Marcel Fabre (1912)
- Fricot trasloca, (1913)
- Quel galantuomo del mio cameriere, regia di Eleuterio Rodolfi (1913)
- Il barbiere di Siviglia, regia di Luigi Maggi (1913)
- Il matrimonio di Figaro, regia di Luigi Maggi (1913)
- Fringuelli a dura prova (1913)
- Val d'olivi, regia di Eleuterio Rodolfi (1916)
- Tigre reale, regia di Giovanni Pastrone (1916)
- La meridiana del convento, regia di Eleuterio Rodolfi (1917)
- Il fauno, regia di Febo Mari (1917)
- La maschera del barbaro, regia di Paolo Trinchera (1918)
- La gibigianna, regia di Luigi Maggi (1919)
- La notte dell'anima, regia di Armando Carbone (1920)

### Regista
- La moda vuole l'ala larga (1912)
- Attenti alla vernice! (1913)
- Il primo veglione di Fringuelli (1913)
- Fringuelli e Virginia (1913)
- Il cuore non invecchia (1913)
- Fringuelli se la vide brutta (1913)
- Fricot ne sa abbastanza (1913)
- Madame Fricot è gelosa (1913)
- Fricot e la grancassa (1914)
- La domenica della famiglia Fricot (1914)
- Fricot e il canarino (1914)
- Le lattivendole (1914)
- Da galeotto a marinaio (1914)
- Il rimedio per le donne, regia e sceneggiatura (1914)
- Fricot e il telefono (1915)
- Fricot conquistatore (1915)
- Fricot pacifista (1915)
- Fricot domatore (1916)
- L'ospite ferito (1916)
- Ombre e bagliori (1916)